# Чугунные дома Нью-Йорка
Чугунные дома Нью-Йорка — нью-йоркские здания XIX — начала XX вв., преимущественно коммерческого назначения, для облицовки или возведения которых применялся чугун.
Чугунные фасады изготовлялись из серийных взаимозаменяемых деталей, позволявших легко собирать конструкции в самых разнообразных архитектурных стилях. Среди преимуществ чугуна были низкая стоимость, прочность, долговечность и, как предполагалось, огнеупорность. Этот материал стал дешевой заменой для кирпича и камня и мог быть использован для декоративных конструкций, имитировавших кладку. Особенную популярность здания из чугуна приобрели в Нью-Йорке.

## История создания
Чугун использовался для декоративных и конструктивных целей уже в начале XIX века. Одним из немногих сохранившихся чугунных зданий того периода является дом № 506 по Канал-стрит, строительство которого началось в 1826 году. В середине XIX века популярность чугунных фасадов выросла. В этот период они пропагандировались и изготовлялись фабрикантами Джеймсом Богардом и Даниэлем Баджером. Все несущие элементы построенных ими домов были чугунными, а кирпич в наружных стенах использовался лишь для заполнения.
Джеймс Богард получил патент на строительство быстровозводимых зданий из серийных чугунных деталей. В 1849 году на Сентр-стрит он построил первое полностью металлическое здание (в 1850-х гг. оно было разобрано при расширении улицы). Однако Богард не имел собственного широкого литейного производства, поэтому вскоре он уступил место промышленнику Даниэлю Баджеру, чья компания построила наиболее эффектные чугунные здания в стране.
После нескольких простых «конструктивистских» зданий конца 1840-х годов, построенных Богардом, с середины 1850-х до 1860-х годов здания стали возводиться по образцу венецианских палаццо. Примером таких зданий могут служить Кэри-билдинг на Чеймберс-стрит (Рис. 1) и Хауит-билдинг на Бродвее (Рис. 2). Последнее известно также тем, что в 1857 году в нём был установлен первый в мире лифт компании «Отис».
После Гражданской войны в чугунной архитектуре приобретает популярность стиль Второй французской империи или второй ампир. Некоторые здания, как Маккририс-стор на Восточной 11-й улице, 67 (англ. 67 E. 11th Street) или дом № 287 на Бродвее (Рис. 3), сохраняли итальянский стиль, но имели мансардную крышу. Примерами второго ампира также являются Арнольд-Констебль-стор на Бродвее (Рис. 4) и дом № 28-30 на Грин-стрит (англ. Greene Street) (Рис. 5).
В поколении домов, строившихся после 1870 года, возможности чугуна выразились в полной мере при создании каркаса с большими прямоугольными оконными проемами. Примерами могут служить Рузвельт-билдинг (Рис. 6), дом № 462 (Рис. 7), дом № 361 на Бродвее и дом № 34-42 — на Западной Четырнадцатой улице (англ. West 14th Street). Строились здания и в более экзотических стилях, такие как магазин Ван-Ренсселер-стор на Бродвее (ныне снесённый) в мавританском стиле и дом № 112 на Принс-стрит (англ. Prince Street) (Рис. 8) — в неогреческом стиле.
После пожаров в Бостоне и Чикаго 1872 года и пожара в Нью-Йорке 1879 года, который уничтожил ряд чугунных зданий на Уорт (англ. Worth Street) и Томас-Стрит (англ. Thomas Street), в 1885 году в строительные нормы и правила были внесены ограничительные изменения. Чугунные здание практически перестали строиться, хотя отдельные образчики возникали до первого десятилетия XX века.
- Кэри-билдинг (Рис. 1)
- Хауит-билдинг (Рис. 2)
- Бродвей, 287 (Рис. 3)
- Арнольд-Констебль-стор (Рис. 4)
- Грин-стрит, 8—34 (Рис. 5)
- Рузвельт-билдинг (Рис. 6)
- Бродвей, 462 (Рис. 7)
- Принс-стрит, 112 (Рис. 8)

## Современное положение
К середине XX века многие из наиболее значительных чугунных зданий были заброшены и находились под угрозой сноса. Общественное внимание было обращено на бедственное положение чугунной архитектуры благодаря деятельности Марго Гейл. В 1969 году ею была создана организация Друзья чугунной архитектуры (англ. Friends of Cast Iron Architecture). Одним из результатов деятельности этой организации стало создание архитектурного заповедника в нью-йоркском районе Сохо.